# Roze kartelblad
Het roze kartelblad (Pedicularis rosea) is een kruidachtige plant uit de bremraapfamilie (Orobanchaceae).
De plant komt voor in de Alpen en de Pyreneeën in kalkgraslanden.

## Naamgeving enetymologie
- Frans: Pédiculaire rose, Pédiculaire d'Allioni (subs. allionii)
- Duits:Rosa-Läusekraut
- Italiaans: Pedicolare sottile

De botanische naam Pedicularis is afgeleid van het Latijnse 'pediculus' (luis), naar het bijgeloof dat het eten van de plant door vee zou leiden tot besmetting door luizen. De soortaanduiding rosea verwijst naar de kleur van de bloemen.

## Kenmerken
Het roze kartelblad is een overblijvende, kruidachtige halfparasiet met een tot 15 cm lange, opgerichte bloemstengel, onderaan kaal, bovenaan behaard. De plant heeft een wortelrozet en tot 8 cm lange, verspreid staande lijnlancetvormige, dubbel geveerde, onbehaarde stengelbladeren.
De wortels zijn spoelvormig en vlezig, en verspreiden zich radiaal om de wortels van andere planten binnen te dringen en daaruit voedsel op te nemen.
De bloemen staan in een korte, dichtbloemige bloemtros. Ze zijn roze tot rood-violet gekleurd. De kelk is klokvormig, met vijf ongelijke tanden en wollig behaard. De kroon is tot 18 mm lang, onbehaard, cilindervormig en bijna recht. De bovenlip is afgerond, de onderlip eindigt op drie min of meer gelijkvormige lobben. De schutbladen zijn gelijkvormig aan de stengelbladeren.
Het roze kartelblad bloeit van juli tot augustus.

## Taxonomie
Er zijn twee ondersoorten:
- P. rosea subsp. rosea heeft bladeren met driehoekige bladsegmenten met afgeronde tanden; de lengte van de tanden is groter dan de afstand tussen de tanden; de bovenste schutbladen zijn ongedeeld. Komt voor in de Oostelijke Alpen.
- P. rosea subsp. allionii met bladeren met lancetvormige bladsegmenten met kleine, scherpe tanden; de lengte van de tanden is kleiner dan de afstand tussen de tanden; de bovenste schutbladen zijn gevorkt. Westelijke Alpen en Pyreneeën.

## Habitaten verspreiding
Het roze kartelblad komt vooral voor op voedselarme, droge, subalpiene en alpiene kalkgraslanden tot op een hoogte van 2700 m. P. rosea subsp. allionii komt ook voor op zure bodems.
De plant komt voor in de Alpen, voornamelijk in Frankrijk, Zwitserland, Oostenrijk en Noord-Italië, en in de Pyreneeën.
... · 
P. gyroflexa (Wollig kartelblad) · 
P. kerneri · 
P. lapponica (Laplands kartelblad) · 
P. oederi (Bont kartelblad) · 
P. palustris (Moeraskartelblad) · 
P. rosea (Roze kartelblad) · 
P. rostratospicata (Vleeskleurig kartelblad) · 
P. sceptrum-carolinum (Karels scepter) · 
P. sylvatica (Heidekartelblad) · 
P. tuberosa (Knolkartelblad) · 
P. verticillata (Kranskartelblad) · 
...